# Ямато (кораб)
Вижте пояснителната страница за други значения на Ямато.
Ямато (на японски: 大和, на английски: Yamato) е линеен кораб на Императорския флот на Япония от времето на Втората световна война и флагмански кораб на Японския обединен флот. Главен кораб на едноименния тип линейни кораби.
„Ямато“ е едно от древните имена на самата Япония, но поради известната традиция на Императорския флот да кръщава линейните си кораби с имената на исторически провинции, в дадения случай се има предвид древната японска провинция Яматои е първият кораб от типа си. Заедно с кораба си близнак „Мусаши“ са най-големите, най-тежките и най-мощните построени някога линейни кораби със 72 800 тона пълна водоизместимост, въоръжени с по 9 бр. 46-cm оръдия от главния калибър.
Строен през 1937 – 1940 година и тържествено спуснат на вода през 1941 година, „Ямато“ става флагмански кораб на адмирал Исороку Ямамото през май 1942 година, като за първи път в битка участва през юни 1942 година в битката при Мидуей. Бива въвлечен във всички следващи морски битки на войната в Тихия океан (с изключение на кампанията на остров Гуадалканал). Потопен е през април 1945 година по време на операция „Тен-Го“.

## История на строителството
Кораби от типа „Ямато“ започват да се строят в Япония, след като страната се оттегля от Вашингтонския морски договор на Втората лондонска конференция през 1936 година. Договорът, разширен от Първата лондонска конференция от 1930 година, забранява подписалите го да строят бойни кораби преди 1937 година.
Работата по проектирането на типа започва през 1934 година; след модификации е одобрен проект за 68 000-тонен кораб през март 1937 година. „Ямато“ е заложен в дълбока тайна в специално подготвени за целта докове във военноморската корабостроителница на в град Куре на 4 ноември 1937 година. Спуснат е на вода на 8 август 1940година и е влиза в строй на 16 декември 1941 година. Обаче за боеготов корабът е обявен едва на 27 май 1942 година.
Първоначално са планирани 5 кораба от този тип. „Ямато“ и „Мусаши“ са завършени, както са проектирани. Третият, „Шинано“, е преработен на самолетоносач по време на строежа му, след загубата на японците в битката при Мидуей. Неименуваният корабен корпус „Номер 111“ е предаден за скрап през 1943 година, когато е приблизително на 30% готов, а корабен корпус „Номер 797“, предложен за построяване през 1942 година на 5-ия допълнителен план, никога не е поръчан.
Плановете за тип „Супер Ямато“ с 508 mm оръдия, с временни бордови означения 798 и 799, са изоставени през 1942 година.
Типът е създаден, за да превъзхожда всеки кораб, който САЩ или Великобритания могат да произведат. Неговите 460 mm оръдия от главния калибър са избрани пред 406 mm такива, защото теснотата на Панамския канал би направила непрактично построяването на американски линеен кораб със същия калибър оръдия от американския флот, без да бъде силно ограничен проектът или защитата да е недостатъчна. За заблуда на чуждите разузнавания оръдията на „Ямато“ официално се наричат „специални 40,6 cm“, а гражданското население никога не е запознато с истинската характеристика на оръдията. Тактиката е успешна, защото американците вярват, че „Ямато“ има 406 mm оръдия и тонаж 40 823, сравним с американския боен клас „Айова“. Разходите за построяване на класа „Ямато“ са разпределени между няколко проекта, така че голямата крайна цена на първо време остава незабелязана.
Във военноморските корабостроителници в гр. Куре строителните докове са допълнително издълбани, капацитетът на рамковите кранове е повишен на 100 тона, а части от доковете са покрити, за да не позволяват наблюдаване на работата. Голяма част от помощник-конструкторите и дори старши офицери не са информирани за истинските размери на кораба до края на войната. При завършването на кораба не е извършена официална церемония за приемането му на въоръжение.

## История на службата

### 1942 – 1944 година
„Ямато“ става флагмански кораб на адмирал Исороку Ямамото от 12 февруари 1942 година, заменяйки „Нагато“. Отплава заедно с „Нагато“, „Муцу“, „Хошо“, „Сендай“, девет разрушителя и четири спомагателни кораба, като основна бойна група на Ямамото при нападението на атола Мидуей през юни 1942 година, но не взима действително участие в битката при Мидуей. Остава флагмански кораб за 364 дни до 11 февруари 1943 година, когато флагът е прехвърлен на сестринския му кораб „Мусаши“. От 29 август 1942 до 8 май 1943 година, прекарва цялото време в Чуюк, като за цялото това време е на път за 1 ден. През май 1943 година се връща в Куре, където двете 155 mm флангови артилерийски кули са заменени с 25 mm картечници, прибавени са и повърхностни радари Тип-22. Завръща се в Чуюк на 25 декември 1943 година. По пътя е ударен от торпедо от американската подводница „Скейт“ и е поправен едва след април 1944 година. По време на поправките са инсталирани допълнителни 127 mm противовъздушни оръдия.
Присъединява се към флота в битката за Филипинско море през юни 1944 година, като съединението, включващо също „Мусаши“ и ред други тежки кораби, действа пред своите самолетоносачи. На 19 юни „Ямато“ за първи път открива огън в бойна обстановка, но по-късно става ясно, че линкорът обстрелва своята авиация. Японското командване пази своите линкори за предполагаемото генерално сражение с американския флот. Всъщност войната в Тихия океан прераства в ред малки, но изнурителни сблъсъка, в които силите на японския флот се стопяват, доката силните линкори се намират далеч от зоните на активни бойни действия. В резултат в Императорския флот се формира скептично отношение към тези кораби, което добре се илюстрира от популярната сред японските моряци от това време поговорка за „хаширския флот“ (според мястото на базиране на корабите):
„На света има само три най-големи и най-безполезни вещи – египетските пирамиди, Великата китайска стена и линкорът „Ямато““.

### „Ямато“ в сраженията за Филипините
През октомври 1944 г. японските суперлинкори, най-накрая, са пуснати в сериозно сражение. Американците започват десанта си на Филипините, и в случай на успех на операцията могат да разрушат японския отбранителен периметър и да отрежат Япония от основни източници на суровини и нефт. Залогът е прекалено висок, и японското командване взема решение за провеждането на генерално сражение. Съставения от тях план „Шо-Го“ („Победа“) е посредствено достижение в оперативното изкуство. Тъй като авионосните сили на Императорския флот, към това време, достигат упадък, главната роля е дадена на големите артилерийски кораби.
Северната група, включваща малкото боеспособни самолетоносачи, трябва да изиграе ролята на примамка за 38-о оперативно съединение – главната ударна сила на американския флот. Основният удар по десантните съдове трябва да нанесе 1-во диверсионно съединение на вицеадмирал Курита. В неговия състав влизат 5 линкора, включая „Ямато“ и „Мусаши“, 10 тежки и 2 леки крайцера, 15 разрушителя. Съединението трябва през нощта да преодолее пролива Сан Бернардино и сутринта да атакува десантните съдове при остров Лейте. Поддръжка му оказва по-слабото по сили 2-ро диверсионно съединение на вицеадмирал Нишимура, плаващо в пролива Суригао.

#### Битката в морето Сибуян
На 22 октомври 1-во диверсионно съединение излиза в морето и още на следващия ден е атакувано от американските подводкици, които потопяват два тежки крайцера. Сутринта на 24 октомври, кодато съединението на Курита се намира в морето Сибуян, започват масирани атаки на американската палубна авиация. По силата на случайни съвпадения основните удари на американците са насочени срещу „Мусаши“. В течение на първите три часа линкорът получава не по-малко от три торпедни и ред бомбови попадения. Кренът на кораба е изправен чрез контранаводняване, но той вече е приел прекалено много вода, има голям диферент към носа и постепенно губи скорост. След 15 часа линкорът отново е подложен на мощни атаки от торпедоносци и пикиращи бомбардировачи и получава множество торпедни и бомбови попадения. Макар след 16 часа атаките да приключват, наводняването на вътрешните помещения на линкора излиза из под контрол. Вицеадмирал Курита, виждайки отчаяното положение на „Мусаши“, му заповядва да се изхвърли на брега. Но не успяват да изпълнят заповедта – в 19.36 линкорът се преобръща и потъва. Всичко „Мусаши“ получава попадения от 11 – 19 торпеда и 10 – 17 авиобомби. Загиват 1023 члена на екипажа, включая неговия командир – контраадмирал Иногучи, който избира да загине заедно със своя кораб. Загубите на американците съставят 18 самолета от 259 участващи в атаките.
Независимо от загубата на „Мусаши“, съединението на Курита си остава напълно боеспособно, тъй като останалите линкори не получават сериозни повреди. Въпреки това, Курита се колебае и даже ляга на обратен курс. Обаче Северната група на вицеадмирал Одзава изпълнява своята роля на примамка – главните сили на 38-о оперативно съединение се втурват след нея, оставяйки северните проливи без охрана. Американският командващ надценява достиженията на своите пилоти, рапортуващи за потопяването на множество японски линкори, и решава, че 1-во диверсионно съединение не представлява опасност. Курита, междувременно, получава пряка заповед от главнокомандващия Обединения флот – „Съединение трябва да атакува с вяра в божественото провидение!“ – и поема напред.

#### Боя в залива Лейте
Съединението през нощта безпрепятствено форсира неохраняемия пролив Сан Бернадино на голяма скорост и влиза в залива Лейте. Около 6:45 японците откриват американските кораби. Това е северната група на 7-и флот на САЩ, включваща 6 ескортни самолетоносача, 3 разрушителя и 4 ескортни разрушителя. На „Ямато“, който става флагман на японското съединение, приемат противника като една от бързоходните авионосни групи и считат, че в нейния състав има крайцери. Въпреки това японците влизат в боя. „Ямато“ за първи път в своята кариера открива огън по надводен противник в 6:58 от дистанция 27 км. Първите залпове са по самолетоносача „Уайт Плейнс“ (White Plains), и артилеристите считат, че имат попадения.
Впоследствие боя се свежда до преследване от японците на бавния противник, който отговаря на атаките със самолети и разрушители. В течение на последващите три часа японските кораби обстрелват многобройни цели и смятат за потоплени няколко американски самолетоносача и крайцери. Стрелбата е затруднявана периодично от порои дъжд и димните завеси на противника. В резултат на голямата разлика в скоростта (до 10 възела) японското съединение се разтяга, и Курита губи управлението на боя. В 10:20 1-во диверсионно съединение излиза от боя и ляга на обратен курс, макар пътят към залива Лейте, където са събрани американските транспорти, да е отворен.
Това прилича на помилване от смъртна присъда в послената минута, макар в този момент американците да не могат да разберат, дали това е отмяна на присъдата или само отсрочка на екзекуцията.
Загубите на американците в сражението в залива Лейте съставят 1 ескортен самолетоносач, 2 разрушителя и 1 ескортен разрушител. Независимо от увереността на артилеристите на „Ямато“ в добрите резултати от своята стрелба, следвоенните изследвания показват, че по-скоро „Ямато“ няма нито едно попадение на главния калибър, макар да са фиксирани доста накрития.
Това е единственото сражение в историята, когато линкори и крайцери държат на прицел самолетоносачи, а те в отговор пускат във въздуха своите самолети. Своят шанс изпускат японците, губейки финалното сражение с резултат 1:3 (за един самолетоносач е платено със загубата на три тежки крайцера). Такъв резултат, независимо от цялата му нелогичност (прекалено много е предопределено от объркаността на японския адмирал), става достатъчно символичен – въоръжените с бомби и торпеда самолети се оказват по-силни от най-мощната артилерия..
Също така съществува гледна точка, че поради голямото забавяне (виж по-нагоре) преди разрива на японските снаряди, снарядите на тежките японски оръдия пронизват небронираните краища на американските кораби, и се взривяват далеч от тях, което и води до ниските загуби на американците, независимо от високия процент накрития.
Според разузнавателен самолет на „Ямато“, той е уцелил самолетоносача USS Gambier Bay.

### Последният поход на „Ямато“
„Ямато“ се връща към бреговете на Япония едва на 22 ноември 1944 г. и веднага влиза за ремонт и модернизация, която завършва през януари 1945 г. и се оказва за него последна. Междувременно войната се премества към бреговете на Япония. На 1 април 1945 г. американските войски слизат на Окинава. Тъй като гарнизонът на острова няма шансове да отрази десанта, японското командване залага основно на самоубийствените методи на борба. Не остава настрана и флотът, който предлага да се използва „Ямато“ за атака на неприятелските десантни съдове, независимо от господството на противника по въздух и море.
Сутринта на 6 април 1945 г. съединение (командвано от адмирал Сейчи Ито) в състав „Ямато“, 1 лек крайцер („Яхаги“) и 8 разрушителя излиза в морето за участие в операцията „Тен-ичи-го“ („Небеса-1“). Пред съединението е поставена задачата – „атака срещу неприятелския флот и съдове за снабдяване и тяхното унищожаване“. В случай на трудност със завръщането си в базата на „Ямато“ е предписано да се изхвърли на плитчина на брега на Окинава и да поддържа армейските части с артилерийския си огън. Предполага се също, че този рейд ще отвлече палубната авиация на противника и да обезпечи набелязаните за 7 април масирани атаки на камикадзе срещу десантните средства на американския флот при бреговете на Окинава. Планът, от самото начало, има самоубийствен характер.
Японското съединение е засечено от противника в ранното утро на 7 април. „Ямато“ няма въздушна подкрепа за мисията си, нито достатъчен ескорт. Всички офицери и екипажа съзнават, че това е последното им пътуване. В последната вечер, очаквайки самолетна атака от американските самолетоносачи на сутринта, офицерите позволяват и дори нареждат на екипажа да употребява саке, ритуал на пилотите-камикадзе преди последната им мисия.
Приблизително в 08:30 часа на 7 април американските самолети са изпратени към позициите на японския флот. Към 10:00 часа радарите на „Ямато“ прихващат американските самолети и е издадена заповед за пълна бойна готовност. За 7 минути всички врати, люкове и вентилаторни отвори са затворени, а целият екипаж заема бойни позиции.
„Ямато“ обстрелва американските самолети с главните си калибър, като използва „зенитните си снаряди“ (三式燃散弾). Всеки от тези противовъздушни снаряди съдържа 900 запалителни и 600 осколъчни поразяващи елемента. Те обаче се оказват неефективни срещу приближаващите се американски самолети. Тежкият обстрел на самолетите покосява голяма част от разчета на противовъздушните оръдия, понижавайки отбранителната способност на линейния кораб.
Самолетите от самолетоносача „Хорнет“ се присъединяват към вече нападащите от „Бенингтън“. Бенингтъновите VB-82, водени от лейтенант командир Хю Ууд, летят на 6000 m височина в гъсти облаци по посока на корабите. Въпреки че радарите показват, че са близо, пилотите са изумени, когато разбират, че са точно над японските кораби, и че са в обсега на противовъздушната им отбрана. Лейтенант командир Ууд веднага вкарва своя Хелдайвър в облаците и прави остър ляв завой, слагайки началото на атаката. След него в първата атака се включват Франсис Фери и Едуард Сейбер.
Пикирането започва на 20 000 фута точно над „Ямато“ от кърмата му към носа. Бомбите са пуснати на височина под 500 m. Пикиранията са направени под ъгъл, колкото се може по-близък до 90 градуса, за да бъдат избегнати повечето противовъздушни оръдия. Всеки от трите самолета пуска по осем 127 mm ракети, 2 бронебойни бомби и откоси от 20 mm си оръдия. Лейтенант Фери си спомня, че „от това разстояние бе невъзможно да не уцелиш“. Първите 2 бомби, пуснати от лейтенант командир Ууд, удрят щирбордната (дясната) страна на откритата палуба, изкарвайки от строя няколко от 25 mm оръдия и кулата на зенитно оръдие, пробивайки дупка и в палубата. Секунди след това бомбите на лейтенант Фери взривяват станцията за управление на огъня на помощната батарея и подпалват пожар, който не загасва до края. Пожарът се разраства и се смята, че е причинил експлозията в един от погребите за боеприпаси, която преобръща „Ямато“ два часа по-късно. Лейтенант Сийбър с двете си бомби пробива нови дупки в палубата близо до третата главна оръдейна кула.
На пилотите на торпедоносците е наредено да се целят в незащитените части на „Ямато“: носа и кърмата. Наредено им е също да го атакуват само от едната за да предизвикат по-лесно преобръщане на кораба, като затруднят изравняването му чрез контранаводняване на противоположни отсеци. За няколко минути атаки на самолетите TBF Avenger, „Ямато“ понася 3 торпедни попадения в левия си борд и започва да се накренява.
В следващите два часа са проведени още две атаки, „Ямато“ е засипан с торпеда и бомби. Опитите за изравняване на кораба чрез наводняване на противостоящи отсеци са неуспешни и малко след 14:00 часа командващият офицер дава команда за подготовка за напускане на кораба. Накренен на повече от 90°, потъвайки с носа надолу, корабът е разцепен на две части от огромна експлозия в оръжейния склад при кърмата. Взривът изпраща гигантска гъба от огън и пушек на 7 км във въздуха, а огънят е забелязан от часови на 230 км разстояние – в префектура Кагошима в Кюшу, най-южния от четирите основни японски острови. От потъващия кораб са спасени само 280 души от 2778-членния екипаж. Краят на „Ямато“ предвещава и предстоящия край на цялата Японска имперска войска. При атаката на „Ямато“ американците губят 10 самолета и 12 пилота.
Флотската артилерия няма никакво участие при потапянето на „Ямато“. Потапянето на най-големия линеен кораб на света само от самолети потвърждава урока, научен при потапянето на „Принца на Уелс“ и „Репулс“ и „Мусаши“: Линейният кораб е изместен от самолетоносача като господар на морето и главен кораб на всеки флот.

## Откриване на останките
ИЗследванията на района на потъването на линкора са правени още началото на 80-те години на XX век, но точното идентифициране на обломките на линкора не е направено, тъй като в същия район се намират още няколко потопени японски кораба. През 1985 г. започва международна експедиция започва търсенето на обломките на линкора „Ямато“ в Източнокитайско море, които са открити на 1 август 1985 г. с помощта на дистанционно управляем дълбоководен автономен апарат „Пайсиз-2“. Позследващото изучаване на обломките е осъществено в хода на японо-американската експедиция „Ямато 99“ през август 1999 г., която се базира на кораба „Оушън Вояджър“ и има два дълбоководни обитаеми апарата „Jules“ и „Jim“. Обломките на линкора са с координати (30°43’N 129°04’E) на края на подводна скала и дълбочина 340 метра, примерно на 290 км югозападно от Кюшу. Изследванията, направени с помощта на хидролокатор със страничен обзор, показват, че обломките представляват 2 големи фрагмента и множество малки обломъка и разнообразни предмети (боеприпаси и др.), с които е усеяно дъното в района на потъването. Носовата, по-малка по размери, част с дължина около 90 метра лежи почти на равен кил с неголям наклон към десния борд, е отделно от преобърнатата нагоре с кила 170-метрова кърмова част. Резултатите от изследването на обломките на потъналия линкор показват, че взривът, който става непосредствена причина за потъването, най-вероятно, е станал в оръдейния погреб на носовата висока кула с оръдия на главния калибър. При това, че интересно как, намиращият се в непосредствена близост оръдеен погреб на другата носова кула не е детонирал и остава цял. Състоянието на кърмовата част на съда указва за това, че е възможна, с голяма вероятност, частична детонация на погреба на кърмовата кула на оръдията на главния калибър. Трите главни оръдейни кули са се отделили от кораба, потъвайки на дъното край парчетата на разцепения корпус. Няколко от бомбите, ударили кораба, не са експлодирали и представляват опасност за проучвателните експедиции. Две от тях са останали забити в палубата и се виждат. Най-старшият оцелял офицер от капитанския мостик Мицури Йопида твърди, че е видял тревога за пожар, подадена от погребите за муниции на предните 155 mm оръдия. Изглежда този пожар е взривил складираните метателни заряди при обръщането на кораба, което от своя страна е взривило боеприпасите в оръдейна кула №2. Това е довело до експлозията и последвалия стълб от пушек, заснети от американските самолети (показани горе и регистрирани като видени в Южна Япония, на повече от 180 км разстояние).
Дървеното (тиково) покритие на палубата не е съхранено. Обломките са подложени на корозия и покрити със слой ръжда.
В хода на експедициите от потъналия кораб са извадени няколко артефакта (в частност, сигнална свирка).
През юли 2015 г. група депутати на японския Парламент от Либерално-демократичната партия започва да провежда събрания, на които е предложено и се обсъжда предложение за изваждане на обломките на линкора с цел изваждане на останките на членовете на екипажа.
През май 2016 г. обломките са изследвани с помощта на съвременни технологии, което подтвърждава както по-рано получените данни, така и води до получаването на нова информация. Така например, са открити много нови елемента на кораба, в частност масивния гребен винт и отделно лежаща кула на оръдията на главния калибър. Видеозапис на това проучване с продължителност 9 минути може да се види в Музея „Ямато“ в град Куре.

## Командири на кораба
| Ранг                                                | Име                | Служба                              | Бележки                                                                                                |
| --------------------------------------------------- | ------------------ | ----------------------------------- | --- |
| Главен офицер по снабдяването Капитан 1-и ранг/КАДМ | Шутоку Миязато     | 5 септември 1941 – 1 ноември 1941   | Повишен в контраадмирал на 15 октомври 1941.                                                           |
| Главен офицер по снабдяването Капитан 1-и ранг      | Гийхачи Такайанаги | 1 ноември 1941 – 16 декември 1941   | |
| Капитан 1-и ранг/КАДМ                               | Гийхачи Такайанаги | 16 декември 1941 – 17 декември 1942 | Повишен в контраадмирал на 1 май 1942.                                                                 |
| Капитан 1-и ранг/КАДМ                               | Чиаки Мацуда       | 17 декември 1942 – 7 септември 1943 | Повишен в контраадмирал на 1 май 1943.                                                                 |
| Капитан 1-и ранг/КАДМ                               | Такеджи Оно        | 7 септември 1943 – 25 януари 1944   | Повишен в контраадмирал на 1 ноември 1943.                                                             |
| Капитан 1-и ранг/КАДМ                               | Нобуей Моришита    | 25 януари 1944 – 25 ноември 1944    | Повишен в контраадмирал на 15 октомври 1944.                                                           |
| Капитан 1-и ранг/ВАДМ*                              | Косаку Аруга       | 25 ноември 1944 – 7 април 1945      | * Посмъртно повишен в звание вицеадмирал със специално искане от главнокомандващия на Обединения флот. |

## Наследство
- През 2005 година отваря врати музея „Ямато“ в Куре. Там може да бъде видян модел на кораба с мащаб 1:10.
- През 2005 година е филмирана историята на „Ямато“ и екипажа му, Otoko-tachi no Yamato (Мъжете на Ямато). Филмът е заснет на почти еднакво по мащаб копие на „Ямато“.
- Корабът много често е използван от японската популярна култура, най-вече в научнофантастичните аниме телевизионни и кинофилми като Space Battleship Yamato, познат на английски като Star Blazers, където оригиналният боен кораб е построен повторно като космически кораб. Участва и в аниме филма от 2004 година Zipang.
- Джеръми Кларксън в книгата си от 2004 година Аз знам, че имаш душа, в която през историята той търси машини, които надминават механичните граници и почти придобиват собствен характер, отделя една глава на „Ямато“.
- През 1993 година алтернативно-историческите ТВ серии Konpeki no Kantai Архив на оригинала от 2015-12-26 в Wayback Machine. (Дълбочинен военноморски флот) и Kyokujitsu no Kantai Архив на оригинала от 2015-09-17 в Wayback Machine. (Флота на Изгряващото Слънце) представят „Ямато“ като високо технологичен боен кораб, въоръжен със съвременни оръжия.
- Във филма от 1965 година In Harm's Way, командир Пол Едингтън (роля на Кърк Дъглас) идентифицира в далечината „Ямато“.
- През 2019 г. в Япония е заснет филмът „Великата война на Архимед“ за събитията, които предшестват построяването на линкора: 30-те години, в Японската империя. В щаба на Императорския флот решават да построят най-големият линкор в света – „Ямато“. Контраадмирал Исороку Ямамото се изказва против това решение и привлича на работа гениалния математик Тадаши Каи. С негова помощ Исороку открива разминавания, свързани с планираните разчети за стойността на строителството на „Ямато“.

## Коментари
1. ↑  Провинцията Ямато е в юга на остров Хоншу, която понастоящем съответства на префектура Нара. Думата се употребява също и като поетично име на Япония. Виж: Апальков Ю. В. Боевые корабли японского флота: Линкоры и авианосцы.   СПб., Дидактика, 1997. с. 112.
2. ↑  Според други данни, 8 август 1939 г.
3. ↑  Окончателните причини за гибелта на „Ямато“ са установени през 1985 г. от международната експедиция, която открива и изследва обломките на линкора.